# Gid'on Ben Jisra'el
Gid'on Ben Jisra'el (hebrejsky גדעון בן ישראל‎, 6. března 1923 – 18. prosince 2014) byl izraelský politik a poslanec Knesetu za strany Mapaj a Rafi.

## Biografie
Narodil se v Haifě. Studoval na London School of Economics a právo na pobočce Hebrejské univerzity v Tel Avivu. Získal osvědčení pro výkon profese právníka. Přednášel pracovní právo na Telavivské univerzitě a Hebrejské univerzitě. Během druhé světové války sloužil v britské armádě v Židovské brigádě. Později bojoval v izraelské armádě, kde se zúčastnil bitvy o Jeruzalém během války za nezávislost v roce 1948. Byl demobilizován s hodností majora (rav seren). Jeho švagrem je izraelský politik a ministr Juval Ne'eman.

## Politická dráha
Byl tajemníkem zaměstnanecké rady v Beer Ševě, pracoval na ministerstvu práce. Byl členem koordinačního výboru odborové centrály Histadrut.
V izraelském parlamentu zasedl poprvé po volbách v roce 1959, do nichž šel za Mapaj. Byl členem výboru pro ústavu, právo a spravedlnost, výboru práce a výboru pro ekonomické záležitosti. Předsedal společnému výboru pro sport a tělesnou výchovu. V parlamentu se objevil i po volbách v roce 1961, kdy kandidoval opět za Mapaj. Mandát získal až dodatečně, v srpnu 1962, jako náhradník poté co zemřel dosavadní poslanec Herzl Berger. Byl členem parlamentního výboru pro ústavu, právo a spravedlnost, výboru House Committee a výboru pro ekonomické záležitosti. Během volebního období opustil poslanecký klub strany Mapaj a přešel do nové formace Rafi. Ve volbách v roce 1965 mandát neobhájil. Později byl členem Strany práce, kde předsedal odborové sekci a zasedal v ústředním výboru a sekretariátu.